# Heron Lake (Minnesota)
Heron Lake es una ciudad ubicada en el condado de Jackson en el estado estadounidense de Minnesota. En el Censo de 2010 tenía una población de 698 habitantes y una densidad poblacional de 210,71 personas por km².

## Geografía
Heron Lake se encuentra ubicada en las coordenadas 43°47′51″N 95°19′16″O / 43.79750, -95.32111. Según la Oficina del Censo de los Estados Unidos, Heron Lake tiene una superficie total de 3.31 km², de la cual 3.31 km² corresponden a tierra firme y (0%) 0 km² es agua.

## Demografía
Según el censo de 2010, había 698 personas residiendo en Heron Lake. La densidad de población era de 210,71 hab./km². De los 698 habitantes, Heron Lake estaba compuesto por el 92.12% blancos, el 1.86% eran afroamericanos, el 1.29% eran amerindios, el 0.29% eran asiáticos, el 0% eran isleños del Pacífico, el 4.15% eran de otras razas y el 0.29% pertenecían a dos o más razas. Del total de la población el 12.03% eran hispanos o latinos de cualquier raza.